# Бруно Ганц
Бруно Ганц (на немски: Bruno Ganz) е швейцарски актьор, широко известен в немскоговорещия свят поради участието му в много филми и телевизионни продукции. През кариерата си работи с изветни режисьори като Вернер Херцог, Франсис Форд Копола, Вим Вендерс, Ерик Ромер, Тео Ангелопулос, Терънс Малик и Ларс фон Триер.
Става световноизвестен с ролята си на Адолф Хитлер във филма за последните дни на фюрера - Крахът на Третия райх (2004).
Ганц е и носител на наградата Ифланд-Ринг, която се предава от актьор на актьор и ознаменува най-важният и най-ценен актьор в немското актьорско майсторство.
Умира в родния си град Цюрих на 15 февруари 2019 година от рак на дебелото черво.

## Избрана филмография
- Момчетата от Бразилия (1978)
- Носферату - призракът на нощта (1979)
- Криле на желанието (1987)
- Вечност и ден (1998)
- Крахът на Третия райх (2004)
- Манджурският кандидат (2004)
- Der Baader Meinhof Komplex (2008)
- Четецът (2008)
- Купонът (2017)
- Къщата, която Джак построи (2018)
- Radegund (2018)